# 숀 마이클스
마이클 숀 히켄바텀(Michael Shawn Hickenbottom, 1965년 7월 22일 ~ )은 미국의 전 프로레슬링 선수이다.
90년대에서 00년대에 걸쳐 WWE를 대표하는 슈퍼스타 중 한 명이었다. 뛰어난 기술과 카리스마, 그리고 관객을 열광시키는 퍼포먼스로 20년에 가까운 세월 동안 절대적인 인기를 누려왔다. 선역과 악역, 싱글과 태그팀에 구애받지 않고 어느 위치에서나 뛰어난 활약을 보여준 프로레슬러이다. 별명은 ‘The Heart-Break Kid’, ‘Show-Stopper’, 'Mr. Wrestlemania' 등이 있다.

## 약력

### 유년시절
마이클 숀 힉켄바텀은 1965년 7월 22일 미국 애리조나주의 챈들러의 군인집안의 막내 아들로 태어났다. 어린시절 군인집안에서 태어난 탓에 이사를 자주 다녔지만 결국엔 텍사스주의 샌안토니오에서 자라나게 되었다. 힉켄바텀은 그의 이름인 마이클을 싫어하여 어린 시절부터 주변 사람들에게 미들네임인 숀으로 자신을 불러줄 것을 요구했다고 한다.
힉켄바텀은 6세 때부터 미식축구를 시작하여 고등학교 때는 학교팀의 주장을 맡기도 하였다. 고교 졸업 후 사우스웨스트 텍사스주립대학에 진학하였으나 어린시절부터 프로레슬러가 꿈이었던 그는 곧 프로레슬링계로 입문하게 된다.

### 프로레슬러 경력

#### 프로레슬러 데뷔
18세 때 멕시코의 프로레슬러인 호세 로자리오에게 프로레슬링을 배우기 시작한 힉켄바텀은 1984년 9월 8일 샌안토니오의 텍사스 올스타 레슬링(TASW)에서 숀 마이클스라는 이름으로 데뷔한다. 힉켄바텀의 데뷔전 상대는 아트 크루즈였으며, 힉켄바텀은 이후로 숀 마이클스라는 이름으로 알려지게 된다. 마이클스는 주로 폴 다이아몬드와의 태그팀 "아메리칸 포스"로서 활동했으며 차보 게레로 시니어 등과 대립하며 TASW 태그팀 챔피언에 등극하기도 한다. TASW에서 주가를 올린 마이클스는 NWA연맹의 센트럴 스테이츠 레슬링에도 진출하여 마티 재네티와 팀을 이루어 태그팀 챔피언에 오른다.
마이클스는 이후 더 큰 단체인 AWA에 진출하여 "미드나잇 락커스"라는 이름으로 마티 재네티와 태그팀으로 활동하며 AWA 월드 태그팀 챔피언에 등극한다. 미드나잇 락커스의 인상적인 활약에 WWF와도 계약을 맺지만 계약한지 2주만에 술집에서의 싸움에 휘말려 해고당해 AWA로 되돌아온다. 그러나 1년이 지나고 다시 WWF와 계약을 맺는데 성공한다.

#### 태그팀 더 락커스로서의 활약
마이클스는 1988년 마티 재네티와의 태그팀 "더 락커스"라는 이름으로 WWF와 재계약에 성공한다. WWF에서 락커스는 하트 파운데이션, 트윈 타워즈, 브레인버스터즈, 리듬 앤 블루스, 데몰리션, 파워 앤 글로리, 오리엔트 익스프레스, 내스티 보이즈 등과 대립하였고, 공중기술과 외모를 앞세워 어린이들과 여성들에게 큰 인기를 얻는다. 하지만 1991년 11월 27일 서바이벌 시리즈 1991에서 경기도중의 실수로 마이클스와 재네티의 사이에 불화가 생겼고, 결국 마이클스가 인터뷰를 하는 재네티에게 스위트 친 뮤직을 작렬시키며 락커스는 해체하게 된다.

#### 초기 악역으로서의 활약
마이클스는 락커스 해체 후에 센세이셔널 쉐리를 여성 매니저로 하여 건방진 악역 기믹으로 활동하게 되고, 별명인 하트 브레이크 키드도 이 때부터 생기게 된다. 마이클스는 티토 산타나와 브랫 하트, 브리티쉬 불독과 대립하였으며 1992년 10월 27일에는 불독에게 승리하여 인터콘티넨탈 챔피언에 등극한다.
서바이벌 시리즈 1992에서는 WWF 월드 헤비웨잇 챔피언에 처음으로 도전하게 되었지만 챔피언인 브랫 하트의 샤프슈터에 패배하였다. 이후에는 파트너였던 마티 재네티와의 대립을 시작 일시적으로 인터콘티넨탈 챔피언을 빼앗겼으나 곧 다시 되찾아온다. 이 과정에서 매니저인 쉐리를 재네티의 공격의 희생양으로 삼아 결별하게 되고 새로운 보디 가드로서 디젤(케빈 내쉬)을 고용해 함께 활동하게 된다.
1993년 마이클스는 WWF를 일시적으로 떠나게 되고 인터콘티넨탈 타이틀도 반납하게 된다. 이 때의 원인에 대해 스테로이드 복용에 의한 것이라는 설이 있으나 마이클스 본인은 자서전에서 이를 부인하고 있다. WWF의 제휴단체인 USWA에서 잠시 활동하던 마이클스는 서바이벌 시리즈 1993에서 다시 WWF에 복귀해 브랫 하트가 이끄는 하트 패밀리와 경기를 벌인다.
이후 마이클스는 자신이 WWF를 떠난 후 인터콘티넨탈 챔피언에 등극한 레이저 라몬을 인정하지 않고 자신이 진짜 인터콘티넨탈 챔피언이라 주장하며 대립을 시작한다. 결국 두 사람은 레슬매니아 10에서 래더 매치로 격돌 경기는 라몬이 승리하였으나 이 경기는 팬들과 관계자에게 높은 평가를 받으며 마이클스의 인기 상승과 푸쉬로 이어졌다. 이후 디젤과 함께 WWF 월드 태그팀 챔피언에도 등극하였으나 썸머슬램 1994에서 열린 라몬과의 재경기에서 실수로 디젤에게 스위트 친 뮤직을 작렬시켜 사이가 틀어지게 되었고 결국 서바이벌 시리즈 1994에서 갈라지고 만다.
디젤의 배신으로 디젤과 대립하기 시작한 마이클스는 로얄럼블 1995에서 첫 번째 참가자로 등장해 우승을 차지하며 레슬매니아 11에서 디젤과 WWF 월드 헤비웨잇 타이틀을 놓고 격돌하게 되지만 경기에서 패배한다. 이후 사이코 시드를 보디가드로 고용해 디젤과 맞서지만 시드에게 배신당해 부상당했다는 각본으로 잠시 링을 떠나게 된다.

#### WWF 최초의 그랜드 슬래머
WWF 회장인 빈스 맥마흔은 마이클스의 실력과 인기를 극대화시키기 위해 마이클스를 선역으로 전환시킨다. 1995년 5월에 복귀한 마이클스는 7월에는 제프 재럿을 누르고 다시 인터콘티넨탈 챔피언에 등극한다. 그리고 썸머슬램 1995에서는 라몬과 다시 래더 매치로 격돌해 이번에는 승리를 거둔다. 명실상부한 단체의 메인 이벤터가 된 마이클스는 이때부터 디젤, 라몬, 헌터 허스트 험슬리(후에 트리플H), 1-2-3 키드(후에 엑스팍) 등과 "클리크"라는 이름의 세력을 형성해 WWF에 영향력을 행사하기 시작하며, 이 과정에서 WWF의 다른 메인 이벤터였던 브랫 하트와의 사이도 틀어지기 시작한다.
마이클스는 로얄럼블 1996에서 18번째 선수로 출장하여 우승을 차지해 헐크호건에 이어 2년 연속 로얄럼블 우승자가 된다. 이후 레슬매니아 12에서 WWF 월드 헤비웨잇 챔피언 브랫 하트와 60분 아이언맨 매치로 격돌, 0:0에서 연장전까지 가는 혈투 끝에 스위트 친 뮤직으로 브랫을 물리치고 WWF 월드 헤비웨잇 챔피언에 등극한다.
이후 마이클스는 맨카인드, 베이더, 브리티쉬 불독을 상대로 방어전을 성공하지만 서바이벌 시리즈 1996에서 사이코 시드에게 패배해 타이틀을 내주게 된다. 하지만 고향 샌안토니오에서 열린 로얄럼블 1997의 리매치에서 방송 카메라 공격에 이은 스위트 친 뮤직으로 시드에게 3카운트를 빼앗아 다시 타이틀을 찾아 온다. 하지만 무릎 부상을 이유로 타이틀을 반납하고 휴식기에 들어간다.(부상이 원인이 아니라 같은 메인 이벤터인 브랫 하트가 고액의 계약금을 빈스에게 추가로 받은 것에 대한 불만 때문이라는 설도 있음)
레슬매니아 13이 끝난 후 복귀한 마이클스는 스톤콜드 스티브 오스틴과의 태그팀로 오웬 하트와 브리티쉬 불독을 꺾고 월드 태그팀 챔피언에 등극하였고, 브리티쉬 불독에게 승리해 유러피안 챔피언에도 등극하며 WWF 최초로 그랜드 슬램을 달성한다. 썸머슬램 1997에서는 브랫 하트와 언더테이커의 WWF 월드 헤비웨잇 타이틀 매치의 특별 심판을 맡지만 경기중 실수로 언더테이커에게 의자공격을 하여 언더테이커에게 패배를 안기게 된다. 이후 언더테이커의 원한으로 대립하게 되고 배드 블러드에서 사상 최초로 열린 헬 인 어 셀매치에서 결착을 치르게 된다. 이 경기에서 마이클스는 철장의 상단부에서 추락하는 등 언더테이커에게 시종일관 당하다가 언더테이커의 동생 케인의 난입에 힘입어 가까스로 승리를 거둔다.

#### 디 제네레이션 엑스
1997년 마이클스는 헌터 허스트 햄슬리(트리플 에이치), 차이나와 함께 디 제네레이션 엑스라는 유니트를 결성하며 다시 악역으로 활동한다. 디 제네레이션은 매번 음담패설과 성적인 것을 연상시키는 행위들을 연발하는 악동으로 활약하며 WWF가 성인 시청자를 겨냥한 "애티튜드 시대"라 불리는 새로운 노선을 열었다는 평가를 받고 있다. 캐나다 몬트리올에서 열린 서바이벌 시리즈 1997에서 마이클스는 브랫 하트의 WWF 월드 헤비웨잇 챔피언에 도전하게 된다. 하지만 마이클스가 브랫에게 샤프슈터를 건 순간, 심판인 얼 헤브너가 브랫의 항복에 의한 패배를 선언했고 그대로 백 스테이지로 도망쳐 버린다. 이는 이미 라이벌 단체 WCW로 이적이 결정된 브랫이 혹시라도 WWF의 타이틀을 가지고 WCW로 이적하는 것을 두려워 한 WWF의 회장 빈스 맥마흔의 계략으로, 빈스는 브랫과 약속된 각본과 다르게 마이클스의 승리에 의한 브랫의 타이틀 상실로 경기를 이끌었던 것이다.(이 사건을 "몬트리올 스크류 잡"이라 부른다)
다시 WWF 월드 챔피언에 등극한 마이클스는 로얄럼블 1998에서 언더테이커를 상대로 타이틀 방어에 성공한다. 이후에는 스톤콜드 스티브 오스틴과 대립이 시작되어 두 사람은 레슬매니아 14에서 타이틀을 놓고 격돌하게 된다. 당시 마이클스는 전 세계 복싱 챔피언인 마이크 타이슨을 자신의 편으로 끌어들이는데 성공했지만 경기 중에 타이슨은 마이클스를 배신하고 오스틴의 편을 들어 마이클스는 패배해 타이틀을 잃게 된다. 경기 후 마이클스는 타이슨에게 항의 하다 타이슨의 펀치를 맞고 KO 당하게 되고 이를 계기로 WWF에서 자취를 감추게 된다. 하지만 마이클스가 WWF를 떠난 진짜 원인은 마이클스가 프로레슬러 활동 중 상대의 기술을 빈번하고 과격하게 범프(낙법)하여 생긴 등 부상이 원인이 되어 선수생활을 계속할 수 없을 정도로 부상이 심각했기 때문이었다.

#### WWE 복귀
은퇴후 마이클스는 샌안토니오에서 프로레슬링 도장을 열고 브라이언 켄드릭, 폴 런던, 랜스 케이드, 브라이언 다니엘슨 등의 선수를 육성한다. 이 시기 마이클스는 커미셔너나 특별 심판의 형식으로 간간히 WWE 등장하기도 하였으나 경기는 하지 않았다. 같은 시기 마이클스는 결혼에 성공하고 독실한 크리스찬이 되면서 동료들로부터 혹평을 받았던 나쁜 성격이 고쳐지게 되었다고 한다.
2002년 마이클스는 NWO의 새 멤버로 WWE에 복귀한다. 이때부터는 과거처럼 거만한 성격을 앞세워 불합리한 권력을 행사하는 일은 없어졌지만 신앙심으로 인해 극악 캐릭터를 거부하고 악역을 해도 비교적 중립적인 캐릭터를 연기할 것을 요청하게 되었다고 한다. NWO는 케빈 내쉬가 부상으로 자리를 비우고 스캇 홀(레이저 라몬)이 잦은 음주와 지각으로 방출 되면서 자동해체된다. 마이클스는 이후 트리플H와 재결합 할 움직임을 보이지만 트리플H가 마이클스를 습격함으로써 두 사람은 대립하게 된다. 썸머슬램 2002에서 마이클스는 4년 만에 경기를 갖게 되고, 오랜 공백과 부상을 우려하는 의견에도 불구하고 명승부 끝에 잭 나이프 홀드로 승리한다. 하지만 시합 후 트리플H의 해머 공격을 받아 대립은 계속 이어지게 된다. 서바이벌 시리즈 2002에서 사상 최초로 열린 일리미네이션 챔버 매치에서 마이클스는 트리플H를 누르고 세계 헤비웨잇 챔피언에 등극한다. 하지만 아마겟돈 2002에서 열린 트리플H와의 최종 결착전 쓰리 스테이지 오브 헬 매치에서는 1:2로 패배하며 타이틀을 다시 내주게 된다. 이후 마이클스의 시대가 끝났다고 주장하는 크리스 제리코와 대립을 시작하여 레슬매니아 19에서 경기를 갖아 제리코를 누르고 승리를 거둔다.
2003년 연말 RAW에서 트리플H와의 1:1 매치를 시작으로 마이클스는 트리플H와 다시 대립한다. 로얄럼블 2004에서 마이클스는 트리플H와 라스트맨 스탠딩 매치를 벌이지만 더블KO로 인해 무승부에 그친다. 이때 로얄럼블 2004의 로얄럼블 매치 우승자인 크리스 벤와가 트리플H의 타이틀에 도전할 것을 선언, 마이클스와 벤와, 트리플H 사이의 삼각 대립이 이루어진다. 결국 세 사람은 레슬매니아 20에서 1:1:1로 격돌하지만 벤와가 트리플H에게 크로스 페이스로 항복을 받아내 승리하게 된다. 마이클스는 레슬매니아에서 자신이 패배한 것이 아니었다며 벤와에게 도전을 선언하지만 백래쉬 2004에서 벤와의 샤프슈터 앞에 항복하고 만다. 이후 다시 트리플H와 대립한 마이클스는 배드 블러드 2004에서 트리플H와 헬 인 어 셀 매치로 격돌하지만 트리플H의 필살기인 페디그리 3방에 3카운트를 내주고 만다.
2005년 마이클스는 커트 앵글과 대립하게 된다. 마이클스는 레슬매니아 21에서 앵글과 경기를 벌이지만 앵글의 앵클락에 항복하고 만다. 이후 WWE에 다시 복귀한 헐크 호건과 태그팀을 이루어 무하마드 하산과 대립한다. 이 사이에 벤전스 2005에서 앵글과 복수전을 벌여 이번에는 스위트 친 뮤직으로 승리한다. 7월 4일의 RAW에서 마이클스는 경기 도중 호건에게 스위트 친 뮤직을 작렬시키며 배신한다. 누가 진짜 프로레슬링계의 아이콘인지를 가리자는 마이클스의 도발에 호건이 수락하면서 두 사람은 썸머슬램 2005에서 격돌하지만 마이클스는 호건에게 패배한다.

#### 디 제네레이션 엑스의 부활
2006년에는 빈스 맥마흔과 대립하게 된다. 마이클스는 브랫을 비난하는 세그먼트를 진행하고 있던 빈스를 비난하였고 분노한 빈스는 회장의 권력을 이용해 마이클스를 압박하기 시작한다. 결국 두 사람은 레슬매니아 22에서 스트리트 파이트 매치로 격돌하게 되어 마이클스가 승리를 거둔다. 마이클스는 이후 선역으로 돌아온 트리플H와 다시 손을 잡고 디 제네레이션 엑스로서 빈스와 맞선다. 디 제네레이션 엑스와 빈스, 셰인 맥마흔, 빅쇼의 핸디캡 매치로 벌어진 헬 인 어 셀 매치에서 마이클스와 트리플H는 빈스에게 빅쇼의 엉덩이에 강제 키스하게 되는 굴욕을 안긴 후 햄머 공격으로 승리를 거둔다.
2007년 마이클스는 레슬매니아 23에서 존 시나의 WWE 타이틀에 도전하지만 패배한다. 이후에는 랜디 오튼과 오랜 시간 대립을 갖지만 서바이벌 시리즈 2007에서 RKO에 무릎을 꿇고 만다. 2008년에는 '단 한 경기라도 패배하면 은퇴' 상황에 놓여진 릭 플레어와 대립하게 된다. 마이클스는 어린시절부터의 우상인 플레어와의 시합을 거부했지만 플레어의 의지로 결국 레슬매니아 24에서 시합이 열리게 된다. 격전 끝에 마지막 스위트 친 뮤직만 성공시키면 승리를 거둘 수 있는 상황에서 마이클스는 이 한방이면 플레어가 은퇴한다는 사실에 망설인다. 하지만 플레어는 파이팅 포즈를 취하며 깨끗한 승부를 원했고 마이클스는 결국 "I'm sorry. I love you."라는 말과 함께 스위트 친 뮤직을 작렬시키고 승리해 플레어를 은퇴시킨다. (그러나 실제로 은퇴는 각본이었고 현재 플레어는 TNA 로 이적을 하여 경기를 했다. ) 마이클스는 다음 날 열린 플레어의 은퇴행사에 등장해 눈물을 흘리며 포옹을 나누지만 플레어를 존경했기에 플레어를 은퇴시킨 마이클스를 증오한다는 바티스타, 크리스 제리코와 대립하게 된다. 이후 미국에 몰아친 경제위기 폭풍으로 재산의 대부분을 잃었다며 부자인 JBL에게 경제적으로 의탁하며 그의 부하취급을 받게 된다. JBL에게 횡포에 가까운 행위를 당하던 마이클스는 결국 JBL에게 반발, 노 웨이 아웃 2009에서 막대한 금액의 돈 VS 마이클스 이름으로 된 모든 저작권을 걸고 JBL과 경기를 벌여 승리해 경제난에서 탈출한다.(물론 각본이다)
2009년에는 별명 "미스터 레슬매니아"에 걸맞게 레슬매니아에서 16연승을 달리고 있는 언더테이커에게 도전을 선언한다. 레슬매니아 25에서 두 사람의 1:1 경기가 열리지만 언더테이커의 툼스톤 파일드라이버에 3카운트를 내주게 된다. 이후 WWE에서 잠시 사라지지만 8월 트리플H의 도움 요청에 응해 디 제네레이션 엑스로서 다시 복귀해 랜디 오튼이 이끄는 "레거시"와 대립하고, 12월에는 제리코와 빅쇼를 꺾고 WWE 통합 태그팀 챔피언에 등극한다.
2010년 1월 4일에 열린 RAW에서는 WWE에 복귀한 브랫 하트의 앞에 나타난다. 그리고 두 사람은 몬트리올 스크류 잡 사건에 의한 원한을 풀고 화해하게 된다.(실제로 RAW가 열리기 이전 두 사람은 개인적으로 만남을 가져 화해를 나누었다고 한다)

#### 현역 은퇴
마이클스는 2009년 12월14일 RAW에서 레슬매니아25의 복수전으로 로얄럼블 2010에서 우승하여 레슬매니아 26에서 언더테이커와 세계 헤비급 타이틀 매치를 치루겠다고 선언하였다. 하지만 로얄럼블에서 분전 끝에 바티스타에게 탈락되었고, 우승을 하지 못한 실망감으로 심판에게 스위트 친 뮤직을 작렬시키며 언더테이커에 대한 집착을 보여주었다. 이후 언더테이커에게 도전할 수 있는 다른 길인 일리미네이션 챔버 매치에 참가하려 했으나 마이클스는 당시 RAW 소속으로 스맥다운 소속인 언더테이커와는 브랜드가 달랐기 때문에 스맥다운의 일리미네이션 챔버 매치에 참가할 수가 없었다.(이에 마이클스는 스맥다운의 단장인 테디 롱에게 브랜드 이적을 요구하여 매치에 참여하려 했으나 거절 당하자 스위트 친 뮤직을 작렬시켰다)
2010년 2월 21일에 열린 PPV인 WWE 일리미네이션 챔버의 일리미네이션 챔버 방식으로 열린 세계 헤비급 타이틀 매치에서 마이클스는 경기에 난입하여 언더테이커에게 스위트 친 뮤직을 작렬시켜 언더테이커를 패배와 타이틀 방어 실패로 이끌었다. 그리고 다음날 RAW에 등장하여 언더테이커에게 "나에게 복수하고 싶으면 레슬매니아 26에서 싸우자!" 라며 도발하였다. 이에 언더테이커는 "너와 레슬매니아 26에서 겨루겠다. 하지만 나는 그 매치에서 레슬매니아의 연승 기록을 걸고 싸우게 된다. 하지만 너는 그 매치에 아무것도 걸고 싸우지 않는다. 그러니 너는 그 매치에 현역은퇴를 걸어라!" 라며 연승기록과 은퇴를 건 매치를 요구하였다. 그러자 마이클스는 "처음부터 너와의 경기에 모든 것을 걸 작정이었다."라며 수락, 두 사람의 리매치가 레슬매니아 26에서 열리게 되었다.
3월 28일에 열린 레슬매니아 26에서 두 사람의 경기는 타이틀 매치가 아님에도 이례적으로 메인 이벤트에 배정되었다. 팬들 사이에서는 작년과 똑같은 매치업이 식상하다는 의견과 작년보다도 움직임이 둔해진 두 사람이 만드는 경기에 대한 불안감이 일어나기도 하였으나, 두 사람은 또 다시 엄청난 명승부를 만들어내었다. 경기에서 마이클스는 언더테이커의 필살기인 툼스톤 파일드라이버, 라스트 라이드 파워밤을 버텨내며 필살기인 스위트 친 뮤직을 성공시켰지만 언더테이커는 3카운트를 허용하지 않았다. 막판 언더테이커는 툼스톤 파일드라이버를 쓰기 전, 이 한 방이면 마이클스를 은퇴시킨다는 사실로 망설임을 보였지만 마이클스는 언더테이커의 포즈인 목을 긋는 포즈를 취한 후 언더테이커의 뺨을 때리며 망설이는 언더테이커를 오히려 도발하였다. 이에 언더테이커는 결국 툼스톤 파일드라이버를 작렬시키며 3카운트를 얻어내 마이클스는 경기에 패배하여 은퇴하게 되었다.(이때 테이커는 나이의 영향으로 무릎이 좋지 않아 잘 쓰지 않던 점핑식 툼스톤 파일드라이버를 사용하였다)
다음날 RAW에 평상복 차림으로 등장한 마이클스는 팬들의 박수를 받으며 은퇴인사를 하였다. 팬들은 "One more match!"를 연발하며 은퇴를 만류했지만 마이클스는 이런 팬들에게 감사인사를 한 후 "이제 가정으로 돌아가 좋은 아버지가 될 시간" 이라며 은퇴에 대한 의지를 밝혔다. 이때 언더테이커가 등장하여 마이클스에게 모자를 벗으며 그의 선수생활에 대한 경의를 표시하였다.(이때 관객 사이에서는 마이클스를 은퇴시킨 언더테이커에 대한 야유가 일어나기도 하였다) 그리고 그 후에는 실제로도 친한 친구인 트리플 H가 등장하여 두 사람은 눈시울을 붉힌채 뜨거운 포옹을 하며 은퇴식의 막이 내렸다.

#### 시대의 끝
숀 마이클스는 WWE 레슬매니아28에서 얼마남지 않은 시점에서 raw에 나와 WWE 레슬매니아27에 있었던 언더테이커와 트리플 에이치의 경기를 언급했고 그과정에서 트리플 에이치에게 언더테이커와의 경기를 다시 추천했으나 트리플 에이치는 사양했다.(사실 이전에 언더테이커는 복귀 하여 트리플 에이치를 보면서 목을 긋는 포지션을 보이며 그에게 도전의사를 밝혔다.)그러나 숀 마이클스는 트리플 에이치에게 겁쟁이라고 험담을 하고 나갔다. 그리고 다음 raw에서 언더테이커가 트리플 에이치를 도발하자 트리플 에이치는 화난 나머지 언더테이커에게 헬 인 어셀 매치를 주선한다. 그리고 다음 raw에서 트리플 에이치와 숀 마이클스가 서로 만났고 트리플 에이치는 반드시 언더테이커를 끝내고 그의 기록을 끝내고 그의 시대도 끝낸다고 했다. 그러더니 숀 마이클스는 그것은 자신에게 달렸다고 말하더니 그경기에서 특별심판을 자처하겠다고 한다. 그리고 또 다음 Raw에서 숀 마이클스는 언더테이커를 불러 내고 언더테이커는 트리플 에이치가 끝나면 그 다음은 숀의 차례라고 말했다. 그 후 트리플 에이치가 나가는 숀 마이클스를 배웅 하며 언더테이커에게 특유의 몸짓으로 도발한다. 그 다음주 Raw에서는 세명이서 삼자 대면을 하였으며 언더테이커는 트리플 에이치에게 모든것을 걸라고 하자 트리플 에이치는 승낙했다. 그리고 둘을 보며 트리플 에이치와 숀 마이클스를 비교하며 나갔다. 4월 1일 WWE 레슬매니아28에서 이경기는 존 시나 vs 더 락의 경기 다음의 메인이벤트가 아니라 중간경기로 확정되었다. 3사람의 등장신이 나왔으며(솔직히 숀 마이클스는 뭔가좀 부족했던 등장신이었다.)헬 인 어셀 특유의 철장이 내려오며 경기는 시작되었다. 언더테이커와 트리플 에이치는 초반에 격돌하다가 언더테이커 쪽으로 유리 해졌다. 그리고 언더테이커는 초반에 링위에 철제계단을 올려 놓고 거기서 트리플 에이치에게 헬스 게이트를 시전하였으나 오히려 들려져 당했고 드디어 트리플 에이치가 반격하기에 이른다. 그리고 철제의자를 꺼내어 여러번의 체어 샷을 날렸고 숀 마이클스는 특별심판으로서 그것을 말릴려고 했으나 저지 당했다. 그리고 언더테이커 한테 기권을 권유했으나 언더테이커는 계속하겠다고 했다. 그리고는 여러번의 피니셔가 나왔고 트리플 에이치는 슬러치 해머를 들어 언더테이커를 공격할려했으나 숀 마이클스는 그것을 저지한다. 그러나 그는 저지 당했고 숀 마이클스는 언더테이커의 상태를 보는 도중에 언더테이커에게 헬스 게이트를 당했고 트리플 에이치는 두 사람 사이에 슬러치 해머를 찍었다. 링이 잠시동안 혼돈의 도가니가 되었고 트리플 에이치도 지쳤다. 결국 다른 심판이 나와서 심판을 보았는데 언더테이커는 다시 일어나 트리플 에이치에게 초크슬램을 날렸으나 카운트는 2까지만 갔다. 언더테이커는 심판과 설전을 벌이는 도중 화난 나머지 심판에게까지 초크슬램을 날렸다. 그리고 다시 트리플 에이치에게 공격을 가하려는 순간 숀 마이클스는 정신을 차려서 언더테이커에게 스위 친 뮤직을 날렸고 트리플 에이치는 그것을 기회삼아 언더테이커에게 페디그리를 날렸다. 그리고 숀 마이클스가 카운트를 세려는 순간 언더테이커의 연승은 끝나는줄 알았으나 언더테이커는 놀라운 정신력으로 킥 아웃을 했다. 모든 관중들과 중계진들이 놀랐고 트리플 에이치도 놀랐다. 그리고 숀 마이클스는 패닉상태에 빠졌다. 그리고 언더테이커의 반격이 이어졌다. 체어샷, 울드스쿨, 빅붓 등 을 맞으면서 트리플 에이치는 고전하고 있었다. 트리플 에이치는 마지막까지 슬러치 해머를 집어 벌벌떨며 언더테이커를 맞이 하였고 그에게 달려들었으나 오히려 해머를 빼앗기고 말았다. 결국 트리플 에이치는 특유의 도발동작으로 그를 도발하여 해머 샷을 맞게되고 정신을 차린 숀 마이클스는 로프를 잡아 체념했고 언더테이커는 목을 긋는 체스처를 하여 트리플 에이치에게 툼스톤 파일드라이버를 날렸고 숀 마이클스가 카운트를 3까지 세면서 경기는 끝났다. 경기후 숀 마이클스와 함께 트리플 에이치를 잠시보는 후 특유의 세레머니로 승리를 가졌다. 그 후 숀 마이클스와 언더테이커는 트리플 에이치를 부축하여 돌아갔다. 그리고 마지막에 세사람은 어깨동무를 하며 서로를 안았다. 많은 관중들이 박수를 쳤다.

## 평가
화려한 퍼포먼스로 인하여 쇼맨십 스타일의 인상이 강하지만 우수한 테크닉을 가진 레슬러의 평가도 받고 있다. 문썰트나 플란차와 같은 공중기술뿐만 아니라 그라운드에서의 클래시컬한 무브들도 능숙하며, 레더 매치나 스트리트 파이트 매치에서도 명승부를 만들어내며 경기 방식에 구애 받지 않고 명승부를 만들어내는 폭넓은 레슬링을 보여주었다. 이는 또한 자신의 몸을 생각하지 않고 거구들이 즐비한 WWE에서 비교적 작은 체구로 강력한 기술을 매년 받아내며 만성적인 등부상을 가지고 있으면서 해낸 것이기에 더욱 높은 평가를 받고 있다.

## 필살기 및 주요기술
스위트 친 뮤직 (피니쉬)
숀 마이클스를 대표하는 기술. 상대가 쓰러지면 코너에서 오른발을 구르며 상대가 일어나기를 기다린 후 상대에게 가볍게 달려가 안면에 발차기를 작렬시키는 것이 기본 패턴인 기술이다. 상대가 이를 피했을 경우에는 예측치 못한 순간에 제자리에서 작렬시키거나 상대의 기술을 받아쳐 작렬시키기도 한다. 마이클스 이외의 선수가 이 기술을 썼을 때는 보편적으로 슈퍼 킥이라고 불리며 일본 프로레슬링에서는 토라스 킥이라고 불린다.
플라잉 엘보우 드랍 (준피니쉬)
스위트 친 뮤직을 시전하기 전에 셋업 무브로 주로 사용한다. 스틸 케이지 매치나 헬 인 어 셀 매치에서는 철창 위에서 떨어지며 시전하여 피니쉬급 기술로 사용되기도 한다.
피겨 포 레그 락 (준피니쉬)
자신의 아버지와도 같았던, 그리고 본인의 손으로 은퇴시킨 릭 플레어의 피니쉬 무브먼트로, 그에게서 배웠다.
인버티드 피겨 포 레그 락 (피니쉬)
제이미 노블에게 전수 받은 서브미션 기술이다.

## 챔피언 경력
WWE
- WWE 챔피언: 3회
- WWE 월드 헤비웨이트 챔피언 (구 버전): 1회
- WWE 인터콘티넨탈 챔피언: 3회
- WWE 월드 태그팀 챔피언 (구 버전): 5회(w/디젤: 2회, w/스톤콜드 스티브 오스틴: 1회, w/존 시나: 1회, w/트리플H: 1회)
- WWE 태그팀 챔피언 (구 버전): 1회(w/트리플H: 1회)
- WWE 유러피안 챔피언: 1회
- WWE 로얄럼블 우승 2회(1995년, 1996년)
- 네 번째 WWE 트리플 크라운 챔피언
- 초대 WWE 그랜드 슬램 챔피언
- WWE 명예의 전당 (2011년헌액)

CSW
- NWA 센트럴 스테이츠 태그팀 챔피언: 1회(w/마티 재네티)

AWA
- AWA 세계 태그팀 챔피언: 2회(w/마티 재네티)

CWA
- AWA 남부 태그팀 챔피언: 2회(w/마티 재네티)

그 외 단체들
- TASW 텍사스 태그팀 챔피언: 2회(w/폴 다이아몬드)
- TASW 6인 태그팀 챔피언: 1회(w/폴 다이아몬드 & DJ 피터슨)
- TWA 헤비웨이트 챔피언: 1회

## 그 외
- 1997년 WWF 최초로 그랜드슬램을 달성하였다.(인터콘티넨털, 유러피언, 태그팀, 헤비급 챔피언 달성)
- 자신의 테마곡을 부르기로한 가수가 상당한 음치라서, 본인이 직접 불렀으며, 자신이 불렀지만 완성본을 만들기 위해 편집하는데 상당한 어려움을 겪었다고 한다.